# Riflessione (filosofia)
La riflessione, secondo Aristotele e gli aristotelici, si ha quando l'intelletto non solo conosce ma è consapevole, sa, di conoscere.

## Filosofia antica
Se conoscere riguarda ogni atto intellettuale, il sapere di conoscere, una specie di secondo grado del conoscere, si verifica quando l'intelletto pone come oggetto di analisi conoscitiva se stesso e, come dicono gli scolastici, si ha la «seconda intenzione».
Seguendo le concezioni neoplatoniche, gli scolastici concordano sulla possibilità che ha l'intelletto di riflettere su se stesso poiché questa operazione  può essere assunta come un segno della sua struttura spirituale.

## Locke
Nella filosofia moderna, John Locke parla di riflessione a proposito delle modalità secondo cui avviene la conoscenza. Le idee infatti possono provenire dai dati esterni tramite le sensazioni oppure sono opera della riflessione che agisce come senso interno che riguarda gli atti mentali del dubitare, credere, ragionare, avere emozioni, sentimenti ecc.

## Hume
Per David Hume la riflessione ripropone nell'intelletto quelle «impressioni» (immagini ed emozioni) che si sono avute empiricamente in modo immediato: si originano così le «idee», una sorta di risonanza più o meno forte ed incisiva, a seconda del grado di intensità delle impressioni rispetto alle quali le idee hanno minore validità conoscitiva.

## Kant
Per Kant si deve operare una distinzione tra
- riflessione logica, che consiste nel confrontare le diverse rappresentazioni per trovare le note caratteristiche comuni o diverse, e la
- riflessione trascendentale che serve ad identificare le relazioni tra le cose in base a quattro coppie di concetti:

identità e diversità;
comunanza e opposizione;
interno ed esterno;
materia e forma.
Affinché le relazioni siano colte nel loro giusto senso occorre però mettere in atto una precedente distinzione tra le cose fenomeniche, appartenenti al mondo sensibile, e le cose generate dallo stesso intelletto. Se non si fa questa distinzione si incorre nell'errore di «intellettualizzazione dei fenomeni» così come è avvenuto con Leibniz.
Questi infatti secondo il principio dell'"identità degli indiscernibili" afferma che
 
- due cose che non hanno nessuna differenza interna sono indistinguibili, sono una cosa sola

-  questo Leibniz lo può sostenere, secondo la relazione di identità e diversità, solo perché ha operato intellettualmente

- ma, obietta Kant, anche se intellettualmente le due cose sono indistinguibili, queste rimangono due, e non sono una cosa sola, se ciascuna di esse occupa uno spazio diverso dall'altra

- e questo è quello che mi dimostra la distinzione fenomenica delle cose, la sensibilità, a cui appartiene lo spazio.

## Idealismo
Per Fichte la riflessione si verifica quando l'Io pensa se stesso come un oggetto estraneo a sé non comprendendo che l'oggetto, il non-Io è il risultato dell'autoproduzione, del momento primigenio in cui l'Io pone se stesso.
Hegel condivide la concezione di Fichte rilevando come l'«intelletto riflettente» separi soggetto e oggetto che la «ragione» mostra uniti. La considerazione del soggetto come in contrasto con l'oggetto è il risultato del modo comune di sentire, della mentalità scientifica e della metafisica.
Tuttavia, osserva Hegel, la riflessione acquista un significato accettabile e apprezzabile quando si pensi che la riflessione è anche la situazione che caratterizza i concetti puri in coppia e in contrapposizione tra loro in una posizione di positivo e negativo: nel positivo dell'uno vi è anche il negativo dell'altro in una unità superiore ai due nell'immanenza reciproca degli opposti ; cosicché a questo punto l'intelletto astratto sarà sostituito dalla superiore ragione. Bisogna quindi distinguere l'intellettualismo astratto dalla ragione in grado di svelare la struttura oggettiva del Logos.

## Husserl
Per Edmund Husserl la riflessione si identifica con la coscienza per cui si deve distinguere un momento prefilosofico della riflessione «naturale» e quello più consapevole della riflessione «fenomenologica», quando cioè la coscienza «mette tra parentesi», sospende, il convincimento che il mondo materiale sia trascendente rispetto alla vita della coscienza.